# Cooks Valley
Cooks Valley – miasto w Stanach Zjednoczonych, w stanie Wisconsin, w hrabstwie Chippewa.